# フドゥン地区
フドゥン地区 (Xudun District, ソマリ語: Degmada Xudun) はソマリランドがスール地域内に設けた行政区画。20世紀初めにソマリ人がイギリス政府に反抗して作ったダラーウィーシュ国の本拠地だった。スール地域の4つの地区の中では一番人口が少ない。
2016年11月、ソマリランド大統領のアフメッド・シランヨが、ソマリランド大統領として初めてフドゥン地区を訪問。
2021年ソマリランド統一地方選挙では、フドゥン地区から平和統一開発党（クルミエ党）が7議席、ワダニ党2議席が当選し、正義開発党は議席を獲得できなかった。

## 主要都市
- フドゥン - 行政中心都市。2013年ごろからソマリランドの影響が強いが、地元民兵の力も強い。
- ボホル
- サルマーニョ - 地元民兵の力が強かったが、2019年からソマリランドが実効支配。
- Godaalo